# Віктор Амадей I
Віктор Амадей I (італ. Vittorio Amedeo I; 8 травня 1587 — 7 жовтня 1637) — герцог Савойський у 1630—1637 роках. Змінив проіспанську зовнішню політику на профранцузьку.

## Життєпис
Походив з Савойського дому. Другий син Карла Еммануїла I, герцога Савойського, та Катерини Мікаели Габсбург. Народився 1587 року в Турині. Більшу частину свого дитинства він провів у Мадриді при дворі свого діда Філіпа II. У 1598 року після смерті останнього повернувся до Савойського герцогства.
1605 року після смерті брата Філіппа Еммануїла став спадкоємцем трону. У 1607 році зафісковано на зборах Генеральних Штатів в Ракконіджі. 1619 року пошлюбив представницю династії Бурбонів.
У 1630 році після смерті батька стає новим герцогом Савойським. В цей час тривала Війна за мантуанську спадщину. Уклав договір з Іспанією, спрямований проти Франції. Втім разом з Іспанією 1631 року вимушений був укласти Кераскійський договір з Францією, за яким був визнаний герцогом Савойським. Потім Віктор Амадей I таємною угодою обміняв місто Пінероло на Альбу і Трино. Також Віктор Амадей намагався отримати французьку допомогу в поверненні Женеви під владу Савойського дому, але без успіху.
В подальшому герцог Савої став союзником Франції й за допомогою карндинала Рішельє намагався створити антиіспанський союз в Італії. Завдяки енергійним діям та французьким субсидіям вдалося збільшити армію до 20 тис. солдатів, створити якісну та потужну артилерію (перед тим герцог заснував школу гармашів).
У 1635 році виступив на боці Франції у війні проти Іспанії. Того ж року спільно з французьким командувачем Шарлем де Крекі у битві біля Торнавенто завдав поразки іспанцям. 1637 року Віктор Амадей I здобув нову перемогу у битві біля Момбальдоне, але невдовзі помер у Верчеллі.

## Родина
Дружина — Крістіна, донька Генріха IV Бурбона, короля Франції
Діти:
- син (1621)
- Людовик Амадей (1622—1628)
- Луїза Христина (1629—1692), дружина принца Моріса Савойського
- Франциск Гіацинт (1632—1638), герцог Савойський
- Карл Еммануїл (1634—1675), герцог Савойський
- Маргарита Іоланда (1635—1663), дружина Рануччо II Фарнезе, герцога Парми
- Генрієтта Аделаїда Марія (1636—1676), дружина Фердинанда Марії Віттельсбах, курфюрста Баварії
- Катерина Беатріче (1636—1637)